# Pomník umučeným s hrobem ve Štramberku
Pomník umučeným s hrobem se nachází na městském hřbitově ve Štramberku v okrese Nový Jičín. Byl zapsán do Ústředního seznamu kulturních památek ČR před rokem 1988.

## Historie
Památník byl postaven na památku partyzánského hnutí na území Štramberka v letech 1938–1945. Památník je dílem sochaře Jan Třísky z Prostějova a architekta M. Putny.

## Popis
Hrobové místo s rámováním v jehož čele je památník ve tvaru kříže před ním je bronzová plastika polooděného muže klečícího u nohou ženy–matky. Na desce kříže jsou uvedena tři jména štramberských partyzánů.